# Plaion
Plaion (раніше Koch Media) — німецько-австрійська медіакомпанія зі штаб-квартирою в Гефені, Австрія та дочірньою компанією в Планеґзі, Німеччина. Компанію заснували в 1994 році Франц Кох і Клеменс Кундратіц. Під управлінням Plaion знаходяться видавничі студії відеоігор Deep Silver, Prime Matter і Ravenscourt, розробники відеоігор Warhorse Studios і Milestone, а дистриб'ютор фільмів Plaion Pictures. Koch Media Holding була придбана шведською холдинговою компанією Embracer Group (на той час відомою як THQ Nordic AB) у лютому 2018 року.

## Історія

логотип Koch Media (1994—2022)

### Заснування (1994—2015)
Koch Media була заснована в 1994 році Францем Кохом (засновником Koch Entertainment) та його бізнес-партнером Клеменсом Кундратіцем з метою розповсюдження програмного забезпечення. Головні офіси Koch Media знаходилися у Німеччині та Австрії, тоді як в Англії було відкрито регіональну дочірню компанію Koch Media Ltd. У 1995 році Koch Media продали понад 250 тис. ліцензій на програмне забезпечення, а в 1996 році компанія почала займатися розповсюдженням відеоігор. Ще одна регіональна дочірня компанія, Koch Media AG, була створена в Швейцарії в 1998 році. Холдингова компанія Koch Media Holding була створена в 2000 році для об'єднання всіх відкритих на той момент підрозділів. Того ж року відкрився регіональний підрозділ в Італії — Koch Media srl.
У 2002 році Koch Media відкрила компанію Deep Silver, як відділ видавництва відеоігор, а у червні 2003 року було оголошено про відкриття кінопідрозділу Koch Home Entertainment та ігровий лейбл Fantastic.tv відкрито у листопаді того ж року. У жовтні 2005 року Koch Media придбала французького дистриб'ютора SG Diffusion, який нещодавно підписав контракт з NCsoft на розповсюдження їх гри Guild Wars. У 2006 році SG Diffusion було перейменовано на Koch Media SAS та засновано нову дочірню компанію Koch Media Licensing GmbH. Інший ігровий лейбл під назвою Spielen wir (букв. «Давайте грати») було створено у липні 2008 року для розповсюдження казуальних ігор. Того ж місяця компанія придбала Proein, іспанську дистриб’юторську компанію SCi Entertainment на нерозголошених умовах, котру було перейменовано на Koch Media S.L.U. у січні 2009 року. Регіональні офіси для скандинавських країн і країн Бенілюксу, керовані дочірньою компанією в Англії, були відкриті в лютому та липні того ж року відповідно. У березні 2015 року було оголошено про створення нового лейбла Ravenscourt для видавництва відеоігор-симуляторів. У серпні 2015 року Koch Media Licensing GmbH було перейменовано на Koch Films GmbH, до якого перейшли всі активи колишнього підрозділу Koch Home Entertainment.

### Придбання Embracer Group (2018—теперішній час)
14 лютого 2018 року Koch Media Holding були придбані шведською холдинговою компанією THQ Nordic AB (пізніше відома як Embracer Group). Вартість контракту склала суму в €91,5 млн, розділену на €66 млн готівкою, сплачених під час закриття угоди, €9,5 млн в акціях, що повинні бути сплачені до 15 червня 2018 року, і ще €16 млн готівкою мали бути виплачені до 14 серпня 2018 року. До затвердження контракту Кох і Кундратіц володіли 90% і 10% акцій компанії відповідно, продаж всіх активів Koch Media компанії THQ Nordic AB зробив її одноосібним власником.
13 лютого 2019 року Koch Media уклали угоду про придбання чеського розробника Warhorse Studios. За рік до цієї угоди Warhorse вже співпрацювали з Deep Silver над видавництвом власного проєкту Kingdom Come: Deliverance і Koch Media заплатили розробникам €42,8 млн, викупивши як саму студію, так і всю її ІВ. Того ж дня було оголошено, що Koch Media також придбала австралійського видавця 18point2 за €1,9 млн з метою укріплення позицій Koch Media на австралійському ринку. У червні 2019 року THQ Nordic AB придбали німецького дистриб’ютора аніме KSM GmbH, якого згодом об'єднали з Koch Films. Також було придбано Gaya Entertainment, компанію-мерчандайзера, діяльність котрої згодом було консолідовано з операціями Koch Media. 14 серпня 2019 року Koch Media придбали розробника автосимуляторів Milestone та всю його ІВ за €44,9 млн готівкою.
В серпні 2020 року Koch Films придбали компанію Sola Media, яка базується в Штутгарті, Німеччина, і займається ліцензуванням теле- та кінопродуктів для дітей. Пізніше, того ж місяця, Koch Media відкрили офіси в Гонконзі та Токіо, обидва на чолі з Кундратіцем, щоб розширити видавничу діяльність у Південно-Східній Азії. У вересні 2020 року Koch Media придбали компанію Vertigo Games, яка розробляє, видає та розповсюджує ігри ексклюзивно для платформ віртуальної реальності, включаючи шутери Arizona Sunshine та After the Fall.  Пізніше, у листопаді того ж року, Koch Media придбали ще одного розробника відеоігор Flying Wild Hog.
У березні 2021 року Koch Media підписали угоду про спільне видавництво із Starbreeze Studios на суму €50 млн для фінансування розробки, випуску та підтримки кооперативного шутера Payday 3, зі збереженням всіх прав інтелектуальної власності на цей продукт за Starbreeze Studios. У червні того ж року Koch Media відкрили новий видавничий підрозділ Prime Matter, який працює зі своєї штаб-квартири в Мюнхені.
У січні 2025 року Кундратіц оголосив про свій відхід з посади генерального директора та повідомив, що у квітні передасть керівництво Пілу Роджерсу.

### Ребрендинг
4 серпня 2022 року Koch Media перейменували себе в Plaion. У жовтні того ж року Plaion Pictures придбали британського аніме-дистриб'ютора Anime Limited за нерозголошену суму.
У травні 2023 року Plaion оголосили про плани розпустити Deep Silver, Ravenscourt і Prime Matter і консолідувати видавничий бізнес під лейблом «Plaion».

## Дочірні підприємства
| Структурні підрозділи | Дочірні підрозділи      | Місцезнаходження                                                  | Заснування/Придбання | Дж.    |
| --------------------- | ----------------------- | ----------------------------------------------------------------- | -------------------- | ------ |
| Deep Silver           | Dambuster Studios       | Ноттінгем, Велика Британія                                        | 2014                 | [ 44 ] |
| Deep Silver           | Fishlabs                | Гамбург, Німеччина                                                | 2013                 | [ 45 ] |
| Flying Wild Hog       | Flying Wild Hog Cracow  | Краків, Польща                                                    | 2020                 | [ 46 ] |
| Flying Wild Hog       | Flying Wild Hog Rzeszów | Ряшів, Польща                                                     | 2020                 | [ 46 ] |
| Plaion Pictures       | Anime Limited           | Глазго, Шотландія / Париж, Франція / Сан-Франциско, США           | 2022                 | [ 47 ] |
| Plaion Pictures       | Sola Media              | Штутгарт, Німеччина                                               | 2020                 | [ 33 ] |
| Plaion Pictures       | Spotfilm Networx        | Берлін, Німеччина                                                 | 2021                 | [ 48 ] |
| Vertigo Games         | Vertigo Arcade          | Роттердам, Нідерланди / Лос-Анджелес, США / Амстердам, Нідерланди | 2020                 | [ 48 ] |
| Vertigo Games         | Vertigo Publishing      | Роттердам, Нідерланди / Лос-Анджелес, США / Амстердам, Нідерланди | 2020                 | [ 48 ] |
| Vertigo Games         | Vertigo Studios         | Роттердам, Нідерланди / Лос-Анджелес, США / Амстердам, Нідерланди | 2020                 | [ 48 ] |
| DPI Merchandising     | DPI Merchandising       | Каліфорнія, США                                                   | 2022                 | [ 49 ] |
| DigixArt              | DigixArt                | Монпельє, Франція                                                 | 2021                 | [ 50 ] |
| Milestone             | Milestone               | Мілан, Італія                                                     | 2019                 | [ 31 ] |
| Prime Matter          | Prime Matter            | Мюнхен, Німеччина                                                 | 2021                 | [ 51 ] |
| Ravenscourt           | Ravenscourt             | Мюнхен, Німеччина                                                 | 2014                 |        |
| Splatter Connect      | Splatter Connect        | Манчестер, Англія                                                 | 2021                 | [ 52 ] |
| Voxler                | Voxler                  | Париж, Франція / Марсель, Франція                                 | 2020                 | [ 53 ] |
| Warhorse Studios      | Warhorse Studios        | Прага, Чехія                                                      | 2019                 | [ 49 ] |